# FSRU Alexandroupoli
FSRU Alexandroupoli — плавуча установка з регазифікації та зберігання (Floating storage and regasification unit, FSRU) зрідженого природного газу (ЗПГ), яка створюється для роботи на грецькому терміналу у Александруполісі.
Судно спорудили як ЗПГ-танкер у 2010 році на південнокорейській верфі компанії Hanjin Heavy Industries у Пусані. Первісно воно носило назву «STX Frontier», а потім було перейменоване на «Gaslog Chelsea».
Навесні 2023-го на сінгапурській верфі Keppel Shipyard почалось переобладнання судна у плавучу установку зі зберігання та регазифікації зрідженого газу, яка носитиме назву «FSRU Alexandroupoli» та працюватиме на терімналі у північній Греції. Розміщене на борту судна регазифікаційне обладнання матиме номінальну добову потужність у 15 млн м3 (біля 5,5 млрд м3 на рік), а в піковому режимі (із використанням резервної лінії) зможе видавати до газотранспортної мережі 22,6 млн м3 на добу. Зберігання ЗПГ відбуватиметься у резервуарах загальним об'ємом 153500 м3.